# Telesto (mitología)
En la mitología griega, Telesto (en griego antiguo: Τελεστώ, que significa "éxito") era una oceánide, una de las 3.000 náyades (ninfas acuáticas) hijas de los titanes Océano y Tetis. Ella era la personificación de la bendición divina o el éxito. Hesíodo la describe como "llevando un peplo amarillo".

## Homónimo
Telesto, una luna de Saturno, descubierta en 1980 por Reitsema, Smith, Larson y Fountain, lleva su nombre.